# Lasioglossum paradmirandum
Lasioglossum paradmirandum là một loài Hymenoptera trong họ Halictidae. Loài này được Knerer & Atwood mô tả khoa học năm 1966.